# Пратас
Пра́тас, Дунша́, также Дуншацюньда́о (кит. трад. 東沙群島, буквально: «восточная отмель») — атолловый архипелаг в Южно-Китайском море, состоящий из 3-х маленьких островков-рифов.
Находится недалеко от берегов Китая: в 300 км к юго-востоку от Гонконга, в 450 км к юго-западу от острова Тайвань и в 600 км к северо-востоку от острова Хайнань. Фактически под контролем Тайваня (Китайской Республики), административно подчиняясь городу Гаосюн. На острова претендует Китайская Народная Республика.
На спорном острове нет постоянных жителей. Его посещают только рыбаки, военнослужащие Китайской Республики и исследователи.
Архипелаг включает собственно остров Дунша (Пратас) в западной части и два дугообразных длиной 50 км коралловых рифа Наньвэй и Бэйвэй. Все три объекта соединяются между собой подводным атоллом, окружающим мелкую лагуну в центре.
В 2012 году Национальная научная станция атолл-атолла Дунша (DARS) Национальный университет Сунь Ят-сена была создана для исследований биологии, биогеохимии и океанографии.